# Deinbollia pinnata
Deinbollia pinnata là một loài thực vật có hoa trong họ Bồ hòn. Loài này được (Poir.) Schumach. & Thonn. mô tả khoa học đầu tiên năm 1827.